# アイケイ
株式会社アイケイ（英: I・K Co., Ltd.）は、愛知県名古屋市中村区に本社を置く通信販売代行業者。

## 概要
1982年（昭和57年）設立の通信販売代行業者で主に生活協同組合を通じてのカタログ販売や同社ECサイトでの通信販売を行っている。

## 沿革
- 1982年（昭和57年）5月1日 - 「アイケイ商事有限会社」として設立[2]。
- 1990年（平成2年）4月 - 株式会社への組織変更につき「株式会社アイケイ」に商号を変更[2]。
- 2001年（平成13年）12月4日 - ジャスダックに株式を上場[2]。
- 2006年（平成18年）5月 - ISO 22000認証を取得[2]。
- 2010年（平成22年）12月 - アルファコム株式会社の全株式を取得し子会社化[2]。
- 2013年（平成25年）5月 - ザウンドインダストリートウキョウ株式会社の株式を取得し子会社化[2]。
- 2014年（平成26年）9月 - 株式交換により株式会社プライムダイレクトを完全子会社化[4]。
- 2017年（平成29年）7月 - 名古屋市中村区郷前町から現在地（旧本社分室所在地）に本店を移転[2]。
- 2018年（平成30年）
  - 2月 - 名古屋証券取引所市場第二部に株式を上場。同日東証ジャスダックから東京証券取引所市場第二部に市場変更[5]。
  - 5月 - 株式交換によりグレーシャス株式会社を完全子会社化[2][6]。
- 2019年（令和元年）
  - 9月 - グレーシャス株式会社を吸収合併[2]。
  - 12月 - 株式会社コスカを吸収合併[2]。
- 2020年（令和2年）12月 - 東京証券取引所及び名古屋証券取引所市場第一部に指定[2]。
- 2021年（令和3年）12月30日 - 子会社のアルファコム株式会社を通じてコミュニケーション・ブリッジ株式会社の株式を取得し孫会社化[7][8]（2022年4月1日、アルファコムが吸収合併[9]）。
- 2022年（令和4年）12月1日 - 持株会社制へ移行。株式会社アイケイは「株式会社IKホールディングス」に商号を変更。事業は同日に株式会社アイケイ分割準備会社から商号変更された株式会社アイケイ（2代）が継承[3][10]。
- 2023年（令和5年）10月20日 - 東京証券取引所における経過処置の終了に伴い、東京証券取引所スタンダード市場へ市場変更[11]。
- 2024年（令和6年）10月11日 - 子会社の株式会社プライムダイレクトを通じて、株式会社フローラ・ハウスのWebショッピング事業を譲り受け[12]。

## 主なブランド
- ローカロ生活
- LB/エルビー
- インティマ
- マザーズマーケット
- ロコックス
- MoonLayα

## 事業所
- 本社（愛知県名古屋市中村区名駅）
- 本店（愛知県名古屋市中村区上米野町）
- 東京支社（東京都中央区）[1]

## 関連会社
- 株式会社アイケイ
- 株式会社フードコスメ[13]
- アルファコム株式会社[13]
- 株式会社プライムダイレクト[13]
- 株式会社ネイビーズ（旧・ザウンドインダストリートウキョウ株式会社）[13]
- 株式会社音生[13]
- I.K Trading Company Limited[13]
- 艾瑞碧（上海）化粧品有限公司[13]